# Australian Classification Board
Australian Classification Board (ACB) är en organisation i Australien som sätter åldersrekommendationer på olika medier, så som datorspel, filmer och böcker.

## Åldersgränser

### G
Ingen åldersgräns.

### PG
En vuxens närvaro rekommenderas.

### M
Denna gräns innebär inga restriktioner, men en vuxen persons perspektiv rekommenderas.

### MA15+
Spelet/filmen rekommenderas för personer över 15 år.

### R18+
Filmen rekommenderas för personer över 18 år.

### X18+
Filmen rekommenderas för personer över 18 år, på grund av sexuellt innehåll.

## Övriga åldersgränser

### E
Spelet/filmen kräver ingen åldersgräns. Används vid undantag, såsom lärofilmer.

### RC
Spelet/filmen innehåller så grovt material att försäljningen av denna produkt är bannlyst och belagd med bötesstraff.

### CTC
Innehållet har bedömts och godkänts för reklam för oklassificerade filmer och datorspel.

## Tidigare åldersgränser

### G8+
Spelet/filmen rekommenderas för personer över 8 år.